# Come, Reap
Come, Reap ist die erste EP der niederländischen Band The Devil’s Blood.

## Titelliste
1. Come, Reap – 5:08 (Text und Musik: SL)
2. River of Gold – 4:17
3. The Heavens Cry out for the Devil’s Blood – 5:08 (Text und Musik: SL)
4. White Faces – 5:08 (Text und Musik: Roky Erickson)
5. Voodoo Dust – 5:08 (Text und Musik: SL)

## Musikstil und Texte
Eduardo Rivadavia von Allmusic zufolge hatte die Band eine „dunkle Obsession für das Ausschachten von Elementen aus Spät-’60er-Psychedelia, Garage und Acid Rock, zusammen mit dem ritualisierten Satanismus von […] Gruppen wie Coven und Black Widow“. River of Gold erinnere an die New Wave of British Heavy Metal à la Witchfynde und The Heavens Cry out for the Devil’s Blood an Nuggets.
Götz Kühnemund vom Rock Hard verglich den Gitarrenklang mit Black Widow, Captain Beyond, Hawkwind und Rush, gepaart mit „unwiderstehlichen, schaurig-schönen Melodien, die eine leicht beklemmende Atmosphäre entwickeln“. Er ordnete die Musik als Hard Rock im Stil der 1970er ein, den die Band selbst als Occult Rock bezeichnete. Dennoch sei die Musik „stilistisch kaum einzuordnen, auch wenn es unter den Begriff ‚okkulter Hardrock‘ fällt. Frühe Maiden findet man im THE DEVIL´S BLOOD-Sound ebenso wie Black Widow, Hawkwind, Rush oder Black Sabbath aus der Dio-Phase - und doch sind all diese Vergleiche irreführend.“ Der Kopf der Band, SL, nannte als herausbare Einflüsse Roky Erickson, Black Widow, Coven, Captain Beyond, alte Pentagram, Jefferson Airplane, Black Sabbath, Led Zeppelin und Canned Heat, dennoch gebe es wohl keine Band, die wie The Devil’s Blood klinge.

## Rezeption
Come, Reap wurde laut Rivadavia euphorisch rezipiert. Er hob die Sängerin F. The Mouth of Satan hervor, deren Timbre The Devil’s Blood etwas gebe, das es im Heavy Metal seit dem Frühwerk von Mercyful Fate nicht mehr gegeben habe. Die EP sei so essentiell wie Satan selbst. Kühnemund lobte The Devil’s Blood als „großartige, vollkommen eigenständige, spannende und berührende Band“. Gegenüber der Single The Graveyard Shuffle würden „nun über fünf weitere, göttliche Kompositionen […] auf das nächste Level gehievt“. Farida Lemouchi fege „alle Piepsstimmchen und Operndivas“ hinweg. Die Band sei „vor allem im Black-Metal-Underground schon jetzt Legende“, könnte mit ihrem „Seventies-Hardrock“ aber „genauso gut Rush-Fans in ihren Bann ziehen“. Für ihn sei die Band „das Großartigste, das mir seit langer Zeit untergekommen ist“ und Come, Reap die „stärkste Veröffentlichung des letzten Jahres“ und „(bis auf die zu kurze Spieldauer) nahezu perfekt“. Das Rock Hard nahm die Veröffentlichung in die Liste der „250 Black-Metal-Alben, die man kennen sollte“ auf. Diana Glöckner vom Metal Hammer schrieb, es sei „selten, dass eine Band mit einer Debüt-EP auf derart breiten Zuspruch trifft“. Mit Come, Reap habe die Band „weltweit Rezensenten wuschig gemacht, gefeierte Live-Gigs absolviert und Fans unterschiedlichster Lager begeistert“. Auch laut Frank Thiessies vom selben Magazin konnte die Band mit der EP „ein höllisch positives Lobesecho einfahren“.